# Superpuchar Polski 2017
La 26ª edizione della Supercoppa di Polonia  si è svolta a luglio tra il Legia Varsavia, vincitore del campionato, e l'Arka Gdynia vincitrice della coppa nazionale.

## Tabellino
| Arbitro: | Szymon Marciniak |

|                                              |                      |                                   |
| Moulin 27’                                   | Marcatori            | 20’ (autogol) Pazdan              |
| Szwoch Moulin Guilherme Dąbrowski Kopczyński | Tiri di rigore 3 – 4 | Warcholak Sołdecki Zbozień Jurado |

### Formazioni
| Legia Varsavia: |  |
|                 |  |

| Arka Gdynia: |  |
|              |  |